# Mosonszentmiklós
Mosonszentmiklós (németül: Sankt Niklas bei Leiden) község Győr-Moson-Sopron vármegyében, a Győri járásban.

## Fekvése
A község a Győr, Mosonmagyaróvár és Csorna közötti háromszögben fekszik, mindhárom várostól nagyjából 20–20 kilométerre.
Két, úgynevezett „kinti” községrész tartozik még a településhez: a központtól északra fekvő Gyártelep és a még annál is északabbra, már a vasúton túl található Mosonújhely.

### Közlekedése
A település főutcája az Öttevény és Lébény között szűk nyolc kilométeren húzódó 8501-es út; a falu központjában ebből ágazik ki a Gyártelep és Mosonújhely érintésével az 1-es főút 147-es kilométerszelvényéig vezető 8504-es út. Közigazgatási területét északon érinti még a 8417-es út is.
Több mint 6 kilométernyi szakaszán mosonszentmiklósi területen húzódik az M1-es autópálya, mintegy kilométeres szakaszon pedig az 1-es főút is; utóbbiból a település határvonalán ágazik ki Mecsér és Ásványráró felé az 1402-es út. A sztrádának csomópontja nincs Mosonszentmiklós területén, de a legközelebbi, lébényi csomópont alig fél kilométerre létesült a község északnyugati határszélétől.
Vonattal a település megközelíthető a Budapest–Győr–Hegyeshalom-vasútvonalon. Mosonszentmiklós területén, Gyártelep szomszédságában található a Lébény-Mosonszentmiklós vasútállomás, de nincs sokkal messzebb a település központjától Öttevény vasútállomás sem.

## Története
A településről az 1208-ban keletkezett okirat tesz először említést. Neve többször is megváltozott: ismerték Szilasszentmiklós, Rábcaszentmiklós, Lébényszentmiklós néven is. Mostani neve, Mosonszentmiklós a Mosoni-síkságra utal.
A település egyik büszkesége a falu közepén emelkedő dombra épült templom (18. század vége), amelynek 47 m-es tornya és a mellette álló két kápolna – a jobb oldali Szent Kereszt-kápolna a 16. században, a bal oldali 1929-ben épült – impozáns látványt nyújt. Az ilyen típusú templomtér egyedülálló az országban. A templom képeit a két világháború között Pandúr József festette. A második világháború rongálásait a falu szülötte, Samodai József festőművész javította. Az ő műve az egyik kupolán a Magyarok Nagyasszonyát, a másikon pedig Urunk színeváltozását ábrázoló kép is.
A falut 1973-ban Lébénnyel egyesítették Lébénymiklós néven, majd 1989-ben a két település ismét különvált.
A község tagja az 1993-ban alakult Szent Miklós Szövetségnek, amelynek keretében a Kárpát-medence azonos nevű települései kulturális kapcsolatokat ápolnak.

## Közélete

### Polgármesterei
- 1990–1994: Nyerges József (független)[3]
- 1994–1998: Nyerges József (független)[4]
- 1998–2002: Nyerges József (független)[5]
- 2002–2006: Varga László (független)[6]
- 2007–2010: Bedő Csaba (független)[7]
- 2010–2014: Bedő Csaba (független)[8]
- 2014–2019: Bedő Csaba (független)[9]
- 2019–2024: Bedő Csaba (független)[10]
- 2024– : Bedő Csaba (független)[1]

A településen a 2006. október 1-jén megtartott önkormányzati választás után, a polgármester-választás tekintetében nem lehetett eredményt hirdetni, az első helyen kialakult szavazategyenlőség miatt. Aznap az 1962 szavazásra jogosult lakos közül 1061 fő adott le szavazatot, melyekből 1055 bizonyult érvényesnek, ezek között pedig egyaránt 258-258 esett az egyetlen pártjelöltre, a Fidesz-KDNP színeiben induló Samodai Imrére, valamint a négy független jelölt egyikére, Bedő Csabára (24,45 % - 24,45 %). Az eredménytelenség miatt szükségessé vált időközi választást 2007. január 14-én tartották meg, valamivel magasabb választói aktivitás mellett, rajthoz is csak három jelölt állt, ez a helyzet pedig Bedő Csabának kedvezett jobban.

## Népesség
A település népességének változása:
| Lakosok száma | 2379 | 2384 | 2341 | 2540 | 2649 | 2594 | 2637 |
|               | 2013 | 2014 | 2015 | 2021 | 2022 | 2023 | 2024 |

A 2011-es népszámlálás során a lakosok 86,3%-a magyarnak, 1% németnek, 0,2% románnak, 0,2% szlováknak mondta magát (13,4% nem nyilatkozott; a kettős entitások miatt a végösszeg nagyobb lehet 100%-nál). A vallási megoszlás a következő volt: római katolikus 60,6%, református 1,7%, evangélikus 2,6%, felekezeten kívüli 5% (29,4% nem nyilatkozott).
2022-ben a lakosság 91,2%-a vallotta magát magyarnak, 1,4% németnek, 0,3% szlováknak, 0,1% cigánynak, 0,1% románnak, 0,1% horvátnak, 0,1% szerbnek, 2% egyéb, nem hazai nemzetiségűnek (8,2% nem nyilatkozott; a kettős identitások miatt a végösszeg nagyobb lehet 100%-nál). Vallásuk szerint 47,4% volt római katolikus, 2,5% evangélikus, 2,2% református, 0,4% görög katolikus, 0,9% egyéb keresztény, 1,2% egyéb katolikus, 11,3% felekezeten kívüli (33,9% nem válaszolt).

## Nevezetességei
- Barokk templomegyüttes

## Híres emberek

### Itt születtek
- 1794. december 27-én Takács Henrik ciszterci perjel,
- 1855. október 12-én Nikisch Artúr karmester,
- 1873. április 6-án Vargha Damján György irodalomtörténész
- 1920. augusztus 7-én Samodai József festőművész,
- 1923. október 28-án Kormos István író.

### Itt hunytak el
- 1984. szeptember 18-án Samodai József festőművész.